# Seznam českých vydání díla Karla Maye
Karel May byl německý spisovatel převážně dobrodružných románů. Proslavil se zejména příběhy o indiánském náčelníku Vinnetouovi a zálesáku Old Shatterhandovi.

## Seznam českých vydání díla Karla Maye
| Název díla                         | Název vydání                                            | Rok vydání | Nakladatel                                                 | Poznámky |
| ---------------------------------- | ------------------------------------------------------- | ---------- | ---------------------------------------------------------- | --- |
| A mír na Zemi!                     | Do země mandarinů                                       | 1936       | Toužimský a Moravec, Praha                                 | Malá řada knih Karla Maye |
|                                    | Do země mandarinů                                       | 1992       | GABI, Český Těšín                                          | |
| Ardistan a Džinistan               | Ardistanem do Džinistanu                                | 1923       | Vojtěch Šeba, Praha                                        | dva díly |
|                                    | V Říši stříbrného lva                                   | 1938       | Toužimský a Moravec, Praha                                 | Malá řada knih Karla Maye, poslední tři díly cyklu (Růže ze Šírázu – jen část, V bažinách Ardistánu, Na hoře Alláhově) |
|                                    | V Říši stříbrného lva                                   | 1992       | Laser, Plzeň                                               | poslední tři díly cyklu (Růže ze Šírázu – jen část, V bažinách Ardistánu, Na hoře Alláhově) |
|                                    | Ardistan a Džinistan                                    | 1998-1999  | Návrat, Brno                                               | tři díly |
|                                    | V Říši stříbrného lva                                   | 2000       | Levné knihy KMa, Praha                                     | poslední tři díly cyklu (Růže ze Šírázu – jen část, V bažinách Ardistánu, Na hoře Alláhově) |
| Cesta za štěstím                   | Cesta za štěstím                                        | nezjištěno | Nakladatelství Josef Rubinstein, Vídeň                     | avizováno ve vydavatelských prospektech (jiné zdroje tvrdí, že to byl román Ztracený syn) |
|                                    | Cesta za štěstím                                        | 1997-2003  | Návrat, Brno                                               | dvanáct dílů |
| Černý mustang                      | Černý mustang                                           | 1908       | Alois Hynek, Praha                                         | |
|                                    | Černý mustang                                           | 1920       | Alois Hynek, Praha                                         | |
|                                    | Černý mustang                                           | 1933       | Toužimský a Moravec, Praha                                 | edice S puškou a lassem |
|                                    | Černý mustang                                           | 1940       | Toužimský a Moravec, Praha                                 | Velká řada knih Karla Maye |
|                                    | Černý mustang                                           | 1968       | SNDK, Praha                                                | |
|                                    | Černý mustang                                           | 1970       | Albatros, Praha                                            | |
|                                    | Černý mustang                                           | 1991       | A-MOR Hanácké nakladatelství, Vyškov                       | sešit, zkráceno, 48 stran |
|                                    | Černý mustang                                           | 1993       | Perseus, Plzeň                                             | |
|                                    | Černý mustang                                           | 1996       | GABI, Český Těšín                                          | |
|                                    | Černý mustang                                           | 1996       | Návrat, Brno                                               | |
|                                    | Černý mustang                                           | 1997       | Toužimský a Moravec, Praha                                 | |
|                                    | Černý mustang                                           | 2024       | Albatros, Praha                                            | |
| Červenomodrý Metuzalém             | Červenomodrý Methusalem                                 | 1910       | Karel Synek, Praha                                         | |
|                                    | Červenomodrý Methusalem                                 | 1933       | Toužimský a Moravec, Praha                                 | Velká řada knih Karla Maye |
|                                    | Červenomodrý Metuzalém                                  | 1969       | Albatros, Praha                                            | jako příloha na pokračování v sešitové edici Karavana |
|                                    | Červenomodrý Metuzalém                                  | 1970       | Albatros, Praha                                            | |
|                                    | Červenomodrý Metuzalém                                  | 1994       | Návrat, Brno                                               | |
|                                    | Červenomodrý Metuzalém                                  | 2008       | Václav Vávra, Praha                                        | |
| Dobyvatelé Gran Chaca              | Dobyvatelé Gran Chaca                                   | 1906-1907  | Josef R. Vilímek, Praha                                    | Na Río de la Plata (1906), V Kordillerách (1907) |
|                                    | Dobyvatelé Gran Chaca                                   | 1932       | Toužimský a Moravec, Praha                                 | Malá řada knih Karla Maye, díly: Na Río del la Plata, Pampero, V Kordillerách |
|                                    | Dobyvatelé Gran Chaca                                   | 1973-1975  | Olympia, Praha                                             | Na Río del la Plata (1973), V Kordillerách (1975) |
|                                    | Dobyvatelé Gran Chaca                                   | 1989-1990  | Olympia, Praha                                             | Na Río del la Plata (1989), V Kordillerách (1990) |
|                                    | Dobyvatelé Gran Chaca                                   | 1993       | GABI, Český Těšín                                          | Na Río de la Plata, Pampero, V Kordillerách |
| Duch Llana Estacada (Mezi supy II) | Duch Llana Estakada                                     | 1889       | Josef R. Vilímek, Praha                                    | příloha časopisu Naší mládeži |
|                                    | Duch prérie                                             | 1895       | Josef R. Vilímek, Praha                                    | |
|                                    | Duch prérie                                             | 1907       | Josef R. Vilímek, Praha                                    | |
|                                    | Duch prérie                                             | 1908       | Josef R. Vilímek, Praha                                    | |
|                                    | Duch prérie                                             | 1923       | Vojtěch Šeba, Praha                                        | |
|                                    | Duch prérie                                             | 1933       | Toužimský a Moravec, Praha                                 | Velká řada knih Karla Maye |
|                                    | Duch prérie                                             | 1934       | Toužimský a Moravec, Praha                                 | Velká řada knih Karla Maye |
|                                    | Duch prérie                                             | 1941       | Toužimský a Moravec, Praha                                 | Velká řada knih Karla Maye |
|                                    | Duch Llana Estacada                                     | 1959       | SNDK, Praha                                                | |
|                                    | Duch Llana Estacada                                     | 1966       | SNDK, Praha                                                | |
|                                    | Duch Llana Estacada                                     | 1970       | Albatros, Praha                                            | |
|                                    | Duch Llana Estacada                                     | 1989       | Olympia, Praha                                             | |
|                                    | Duch Llana Estacada                                     | 1991       | A-MOR Hanácké nakladatelství, Vyškov                       | sešit, zkráceno, 48 stran |
|                                    | Duch Llana Estacada                                     | 1991       | Český literární klub, Praha                                | |
|                                    | Duch Llana Estacada                                     | 1995       | Návrat, Brno                                               | |
|                                    | Duch prérie                                             | 1995       | Toužimský a Moravec, Praha                                 | |
|                                    | Duch Llana Estacada                                     | 2022       | Albatros, Praha                                            | |
| Hulánova láska                     | Mír a válka – Páni z Kralokok                           | nezjištěno | Nakladatelství Josef Rubinstein, Vídeň                     | |
|                                    | Hulánova láska                                          | 1910-1914  | Alois Hynek, Praha                                         | Válečná pokladna, Otec a syn, V Paříži, Vyzvědač z Ortry, Osvobození a nalezení |
|                                    | Válečná pokladna                                        | 1939       | Toužimský a Moravec, Praha                                 | Vydání Aloise Hynka z roku 1910 s novými deskami, další díly již nevyšly |
|                                    | Hulánova láska                                          | 1993       | Nakladatelství Klára, Český Těšín                          | Válečná pokladna, Otec a syn, V Paříži, Vyzvědač z Ortry, Osvobození a nalezení |
| Humoresky a povídky                | Hamail, Slepý výstřel, Zpívající voda                   | 1919       | Anna Turinská, Praha                                       | sešity, 16 stran, 11 stran a 7 stran |
|                                    | Po dobrodružných stezkách (Old Zach)                    | 1920       | Vojtěch Šeba, Praha                                        | povídky Muž s polovicí tváře, Hamäil, Španělský cikán, Zpívající voda, Na březích Dviny, Cesta vyvržených, Vzkříšení, Merhameh |
|                                    | Baron Trenk                                             | 1922       | Vojtěch Šeba, Praha                                        | humoresky Baron Trenk, Tři polní maršálkové, Kníže a kolovrátkář, Na švestkách, Kníže pekařem, Brusič |
|                                    | Černý kapitán                                           | 1922       | Toužimský a Moravec, Praha                                 | první kniha Karla Maye v tomto nakladatelství |
|                                    | Smrtící prach                                           | 1939       | Toužimský a Moravec, Praha                                 | Malá řada knih Karla Maye, povídky Muž ze Staked Plains, Černé oko, Zpívající voda, Hamäil, Fi-Fob bůžek, Gitano, Na březích Dviny, Old Shatterhandova první láska, Nepravé excelence, Kouzelný koberec |
|                                    | Pouští a prérií                                         | 1974       | Albatros, Praha                                            | povídky Písek zkázy, Ghazva, Umarova krevní msta, Gitano, Tyčkař, Mluvící kůže, Černé oko, Synové Upsaroků |
|                                    | Pouští a prérií                                         | 1987       | Albatros, Praha                                            | povídky Písek zkázy, Ghazva, Umarova krevní msta, Gitano, Tyčkař, Mluvící kůže, Černé oko, Synové Upsaroků |
|                                    | Old Firehand                                            | 1991       | Olympia, Praha                                             | povídky Old Firehand, Inn-nu-woh, Dva Shatteři a O Abrahamu Lincolnovi. |
|                                    | Smrtící prach                                           | 1991       | A-MOR Hanácké nakladatelství, Vyškov                       | sešit, 48 stran |
|                                    | Smrtící prach                                           | 1993       | Návrat, Brno                                               | povídky Muž ze Staked Plains, Černé oko, Zpívající voda, Hamail, Fi-fob bůžek, Gitano, Na březích Driny, Old Shatterhandova první láska, Nepravé Excelence, Kouzelný koberec |
|                                    | Abdán efendi                                            | 1995       | GABI a Oddych, Český Těšín                                 | povídky Abdán efendi, Merhamé, Šamah, Vánoce v Damašku, Profesor Ficlipucli |
|                                    | Černý kapitán                                           | 1995       | GABI, Český Těšín                                          | povídky Černý kapitán, Gitano, Jeskyně pokladů |
|                                    | Synové Upsaroků                                         | 1996       | GABI, Český Těšín                                          | soubor povídek |
|                                    | Old Firehand                                            | 1997       | GABI, Český Těšín                                          | povídky Old Firehand, Dva kulledžiové, Kouzelná voda. |
|                                    | Zákon pouště                                            | 1997       | GABI, Český Těšín                                          | soubor povídek |
|                                    | Vanda                                                   | 1998       | Návrat, Brno                                               | humoresky Vanda a Masopustní bláznění |
|                                    | Leopold von Dessau                                      | 1999       | Návrat, Brno                                               | humoresky Zloděj švestek, Tři polní maršálové, Mezi verbíři |
|                                    | Baron Trenck                                            | 2000       | Návrat, Brno                                               | humoresky Kníže a flašinetář, Kníže maršálek pekařem, Obchodník s kosy, Pandur a granátník |
|                                    | Válečná pokladna                                        | 2000       | Návrat, Brno                                               | humoresky Válečná pokladna, Husarské kousky, Brusič nůžek |
|                                    | Pomsta otroků                                           | 2002       | Návrat, Brno                                               | povídky a humoresky Ibn El Amm, Pomsta otroků, Jízda na pštrosu, Poprvé na palubě, Požár prérie, Hadí muž, Lov tuleňů, Přestávka k napití, Pohřbená lžíce, Stůl štamgastů z Ernstthalu, Vlněný čert, Dva noční hlídači, Začarovaná koza, Dědicové proti své vůli, Pankrác Dohazovač, Jak bylo městskému radnímu Epperlinovi pomoženo z nesnází                                                              |
| Karavana otroků                    | Karavana otroků                                         | 1905       | Alois Hynek, Praha                                         | |
|                                    | Karavana otroků                                         | 1934       | Toužimský a Moravec, Praha                                 | Velká řada knih Karla Maye |
|                                    | Karavana otroků                                         | 1972       | Albatros, Praha                                            | |
|                                    | Karavana otroků                                         | 1993       | Albatros, Praha                                            | |
|                                    | Karavana otroků                                         | 1993       | GABI, Český Těšín                                          | |
|                                    | Karavana otroků                                         | 1996       | Návrat, Brno                                               | dva díly |
| Lesní Růže                         | Tajemství Žebrákovo aneb Pronásledování kolem celé země | 1889       | Nakladatelství Josef Rubinstein, Vídeň                     | pod pseudonymem Kapitán Roman Diaz de la Eskosura |
|                                    | Lesní Růženka aneb Pronásledování kolem celé země       | nezjištěno | Nakladatelství Josef Rubinstein, Vídeň                     | pod pseudonymem Kapitán Roman Diaz de la Eskosura |
|                                    | Tajemství Žebráka čili Pronásledování kolem celé země   | nezjištěno | Nakladatelství Josef Rubinstein, Vídeň                     | |
|                                    | Tajemství starého rodu                                  | 1994       | Návrat, Brno                                               | Rosita de Rodriganda, Černý oheň Cortejů, V osidlech temných intrik, Klikaté stezky vášní, Pouta víry a beznaděje, Žhavé slunce Mexika (dva díly), Zákon bohyně Nemesis |
| Krušnohorské povídky               | Černý myslivec                                          | 1995       | Návrat, Brno                                               | povídky Černý myslivec a Boží duch |
|                                    | Dukátový dvůr                                           | 1995       | Návrat, Brno                                               | povídky Dukátový dvůr a Peněžní mužík |
|                                    | Růže z Ernstthalu                                       | 1997       | Návrat, Brno                                               | povídky Hraničář, Poustevník, Mlynář s pakostnicí, Císařský sedlák, Růže z Ernstthalu |
|                                    | Samuel                                                  | 1997       | Návrat, Brno                                               | povídky Sluníčko, Dětské zvolání, Travič, Samuel |
| Můj život a mé cíle                | Zpověď – Můj život a mé snahy                           | 1923       | Vojtěch Šeba, Praha                                        | |
|                                    | Vyznání                                                 | 1932       | Toužimský a Moravec, Praha                                 | edice Romány, které napsal život |
|                                    | Já, náčelník Apačů                                      | 1992       | Olympia, Praha                                             | |
| Na cizích stezkách                 | Po cizích stezkách                                      | 1910       | Alois Hynek, Praha                                         | některé zdroje uvádějí, že v roce 1910 vydal Alois Hynek v pěti poloplátěných sešitech (brožích) (v každém byl uveden jako jednotící titul název Po cizích stezkách) povídky, které později vyšly v roce 1923 společně v knize Různá dobrodružství. Jiné zdroje tvrdí, že to bylo poprvé až v roce 1923. |
|                                    | Různá dobrodružství                                     | 1923       | Alois Hynek, Praha                                         | povídky Saiwa Tjalem, Er Raml El Helák, Boer Van Het Roer, Krevní msta, Kutb, Kys Kapčiji, Marie či Fatima?, Bůh se nedá urážeti, Blizzard |
|                                    | Hadži Halef Omar                                        | 1933       | Toužimský a Moravec, Praha                                 | Malá řada knih Karla Maye, povídky Omarova krevní msta, Na březích Nilu, Písek záhuby, Fatima, Z Mursuku do Kairvanu, Synové Upsaroků, Blizzard, Old Cursing Boy |
|                                    | Quimbo                                                  | 1933       | Toužimský a Moravec, Praha                                 | Malá řada knih Karla Maye, povídky Quimbo, Talisman, Kutb |
|                                    | Dobrodružství v Jižní Africe                            | 1942       | Kvádr                                                      | Rodokaps, povídka Boer van Het Roer, sešit, 28 stran |
|                                    | Kutb                                                    | 1960       | SNDK, Praha                                                | v knize novel pro mládež Mys dobré naděje |
|                                    | Kutb                                                    | 1963       | SNDK, Praha                                                | v druhém vydání knihy novel pro mládež Mys dobré naděje |
|                                    | Blizard                                                 | 1991       | A-MOR Hanácké nakladatelství, Vyškov                       | sešit, 43 stran, povídky Blizard, Bůh se nedá urážet a Sajva tjalem |
|                                    | Jednooký Joe                                            | 1991       | Magnet-Press, Praha                                        | sešit, povídky Jednooký Joe, Muž ze Staked Plains |
|                                    | Old Cursing-Dry                                         | 1991       | Toužimský a Moravec, Praha                                 | sešit, povídka Bůh se nedá urážet |
|                                    | Blizzard                                                | 1992       | Toužimský a Moravec, Praha                                 | sešit |
|                                    | Dobrodružství v Jižní Africe                            | 1992       | GABI, Český Těšín                                          | Boer Van Het Roer |
|                                    | Na řece Zabu                                            | 1993       | GABI, Český Těšín                                          | povídky Na řece Zabu, Maryam nebo Fatima, Kutb |
|                                    | Z Murzúku do Kairvánu                                   | 1993       | GABI, Český Těšín                                          | povídky Z Murzúku do Kairvánu, Krevní msta, Kouzelný koberec |
|                                    | Krevní msta, Kutb                                       | 1994       | Votobia, Olomouc                                           | |
|                                    | Quimbo                                                  | 1995       | Toužimský a Moravec, Praha                                 | |
|                                    | Na řece Zabu                                            | 2000       | Oddych, Český Těšín                                        | povídky Na řece Zabu, Maryam nebo Fatima, Kutb |
|                                    | Quimbo                                                  | 2000       | Návrat, Brno                                               | |
|                                    | Různá dobrodružství                                     | 2010       | Toužimský a Moravec, Praha                                 | povídky Saiwa Tjalem, Er Raml El Helák, Boer Van Het Roer, Krevní msta, Kutb, Kys Kapčiji, Marie či Fatima? |
| Na Tichém oceánu                   | Na Tichém oceánu                                        | 1906       | Josef R. Vilímek, Praha                                    | povídky Na korálových útesech, V dračí propasti, Konec uprchlíků ze Sibiře, Piráti, Na tygřím mostě |
|                                    | Na Tichém oceánu                                        | 1932       | Toužimský a Moravec, Praha                                 | Malá řada knih Karla Maye, povídky Ehri z Papetee, V zemi draka, Konec uprchlíků ze Sibiře |
|                                    | V zemi draka                                            | 1972       | Albatros, Praha                                            | jako příloha na pokračování v sešitové edici Karavana |
|                                    | V zemi draka                                            | 1991       | Albatros, Praha                                            | |
|                                    | Na Tichém oceánu                                        | 1994       | GABI a Oddych, Český Těšín                                 | povídky Ehri z Papetee, V zemi draka, Konec vypovězenců na Sibiři |
|                                    | V dračí propasti                                        | 1995       | Návrat, Brno                                               | |
| Na věčnosti                        | Pouť do Mekky                                           | 1934       | Toužimský a Moravec, Praha                                 | Malá řada knih Karla Maye |
|                                    | V městě prorokově                                       | 1934       | Toužimský a Moravec, Praha                                 | Malá řada knih Karla Maye, včetně dopsaného textu od F.Kandolfa + povídka Abdan Effendi |
|                                    | Pouť do Mekky                                           | 1993       | GABI, Český Těšín                                          | |
|                                    | V městě prorokově                                       | 1994       | GABI a Oddych, Český Těšín                                 | včetně dopsaného textu od F.Kandolfa |
|                                    | Na věčnosti                                             | 2000-2001  | Návrat, Brno                                               | tři díly, včetně dopsaného textu od F. Kandolfa |
| Odkaz Inky                         | Odkaz posledního Inky                                   | 1908       | Alois Hynek, Praha                                         | |
|                                    | Odkaz posledního Inky                                   | 1932       | Toužimský a Moravec, Praha                                 | Velká řada knih Karla Maye |
|                                    | Odkaz posledního Inky                                   | 1940       | Toužimský a Moravec, Praha                                 | Velká řada knih Karla Maye |
|                                    | Odkaz posledního Inky                                   | 1942       | Toužimský a Moravec, Praha                                 | Velká řada knih Karla Maye |
|                                    | Poklad Inků                                             | 1971       | Albatros, Praha                                            | |
|                                    | Poklad Inků                                             | 1991       | Magnet-Press, Praha                                        | tři sešity |
|                                    | Odkaz posledního Inky                                   | 1993       | Toužimský a Moravec, Praha                                 | |
| Old Surehand                       | Old Surehand                                            | 1902       | Josef R. Vilímek, Praha                                    | tři díly |
|                                    | Old Surehand                                            | 1908       | Josef R. Vilímek, Praha                                    | tři díly |
|                                    | Pirát                                                   | 1922       | Vojtěch Šeba, Praha                                        | povídky Pirát, Bill Kanadský, Mluvící kůže, Lupič v poušti (jde o povídky z originálního druhého dílu Old Surehanda) |
|                                    | Old Surehand                                            | 1927       | Vojtěch Šeba, Praha                                        | dva díly |
|                                    | Old Surehand                                            | 1931       | Toužimský a Moravec, Praha                                 | Malá řada knih Karla Maye, dily: V Llanu Estacadu, U táborových ohňů, V horách skalistých |
|                                    | Ohnivá puška                                            | 1935       | Toužimský a Moravec, Praha                                 | edice S puškou a lassem |
|                                    | Ohnivá puška                                            | 1940       | Toužimský a Moravec, Praha                                 | Velká řada knih Karla Maye |
|                                    | Old Surehand                                            | 1971       | Albatros, Praha                                            | dva díly |
|                                    | Kapitán Kajman                                          | 1980       | Olympia, Praha                                             | kniha obsahuje povídky z originálního druhého dílu Old Surehanda |
|                                    | Old Surehand                                            | 1984-1985  | Olympia, Praha                                             | dva díly |
|                                    | Kapitán Kajman                                          | 1990       | Kentaur, Praha                                             | kniha obsahuje povídky z originálního druhého dílu Old Surehanda |
|                                    | Ohnivá puška                                            | 1991       | Magnet-Press, Praha                                        | sešit |
|                                    | Old Surehand                                            | 1992       | Albatros, Praha                                            | dva díly |
|                                    | Old Surehand                                            | 1994       | Olympia, Praha                                             | dva díly |
|                                    | Sam Firegun                                             | 1996       | GABI, Český Těšín                                          | povídky Sam Firegun, Three carde monte, Konec Kanadského Billa |
|                                    | Ohnivá puška                                            | 2000       | Toužimský a Moravec, Praha                                 | |
|                                    | Old Surehand                                            | 2006-2010  | Návrat, Brno                                               | šest dílů |
|                                    | Old Surehand                                            | 2019       | Toužimský a Moravec, Praha                                 | dva díly |
| Ostrov šperků                      | Ostrov šperků                                           | 1996       | Návrat, Brno                                               | dva díly |
| Oranže a datle                     | Ve stínu palem                                          | 1903       | Josef R. Vilímek, Praha                                    | povídky Gum, Kristus či Mohamed, Krumir, Ghasuah, Nur es Šéms – Světlo nebes, Kristova krev, Mater Dolorosa, Proklatec |
|                                    | Ve stínu palem                                          | 1932       | Toužimský a Moravec, Praha                                 | Malá řada knih Karla Maye, povídky Gum, Krumir, Ghasua, Proklatec, Kristus či Mohamed |
|                                    | Loupežná karavana                                       | 1992       | GABI, Český Těšín                                          | povídka Gum |
|                                    | Krumir                                                  | 1993       | GABI, Český Těšín                                          | |
|                                    | Ve stínu palem                                          | 1994       | GABI a Oddych, Český Těšín                                 | povídky Kristus či Mohamed, Ghasuah, Núr eš šéms, Kristova krev, Mater Dolorosa, Proklatec, Písek záhuby, U Haddedihnů, Bůh se nedá urážet, Blizzard, Talisman |
|                                    | Kristus nebo Mohamed                                    | 1998       | Návrat, Brno                                               | povídky Kristus nebo Mohamed, Křivák |
|                                    | Ve stínu palem                                          | 1998       | Návrat, Brno                                               | povídky Gum, Ghazva, Es sábí |
|                                    | Loupežná karavana                                       | 1999       | Oddych, Český Těšín                                        | povídky Gum a Boží soud |
|                                    | Krumir                                                  | 2001       | Oddych, Český Těšín                                        | |
| Petrolejový princ                  | Olejový princ                                           | 1922       | Vojtěch Šeba, Praha                                        | |
|                                    | Petrolejový princ                                       | 1932       | Toužimský a Moravec, Praha                                 | Velká řada knih Karla Maye |
|                                    | Petrolejový princ                                       | 1934       | Toužimský a Moravec, Praha                                 | Velká řada knih Karla Maye |
|                                    | Hořčicoví indiáni                                       | 1936       | Toužimský a Moravec, Praha                                 | novoročenka, výňatek z Petrolejového prince, 12 stran |
|                                    | Petrolejový princ                                       | 1937       | Toužimský a Moravec, Praha                                 | Velká řada knih Karla Maye |
|                                    | Petrolejový princ                                       | 1970       | Albatros, Praha                                            | |
|                                    | Petrolejový princ                                       | 1982       | Olympia, Praha                                             | |
|                                    | Petrolejový princ                                       | 1991       | Albatros, Praha                                            | |
|                                    | Petrolejový princ                                       | 1994       | GABI a Oddych, Český Těšín                                 | |
|                                    | Hořčicoví indiáni                                       | 1994       | Toužimský a Moravec, Praha                                 | novoročenka, výňatek z Petrolejového prince |
|                                    | Petrolejový princ                                       | 1995       | Návrat, Brno                                               | dva díly |
|                                    | Petrolejový princ                                       | 1997       | Toužimský a Moravec, Praha                                 | |
| Poklad ve Stříbrném jezeře         | Poklad ve Stříbrném jezeře                              | 1902       | Alois Hynek, Praha                                         | |
|                                    | Poklad ve Stříbrném jezeře                              | 1932       | Toužimský a Moravec, Praha                                 | Velká řada knih Karla Maye |
|                                    | Poklad ve Stříbrném jezeře                              | 1937       | Toužimský a Moravec, Praha                                 | Velká řada knih Karla Maye |
|                                    | Poklad ve Stříbrném jezeře                              | 1944       | Toužimský a Moravec, Praha                                 | Velká řada knih Karla Maye |
|                                    | Poklad na Stříbrném jezeře                              | 1981       | Olympia, Praha                                             | |
|                                    | Poklad na Stříbrném jezeře                              | 1991       | Albatros, Praha                                            | dva díly |
|                                    | Poklad ve Stříbrném jezeře                              | 1991       | Magnet-Press, Praha                                        | dva sešity |
|                                    | Poklad na Stříbrném jezeře                              | 1991       | A-MOR Hanácké nakladatelství, Vyškov                       | sešit, zkráceno, 75 stran |
|                                    | Poklad ve Stříbrném jezeře                              | 1994       | Toužimský a Moravec, Praha                                 | |
|                                    | Poklad ve Stříbrném jezeře                              | 2005       | Návrat, Brno                                               | dva díly |
|                                    | Poklad ve Stříbrném jezeře                              | 2013       | Toužimský a Moravec, Praha                                 | |
| Poslední cesty obou Quitzowů       | Poslední cesty obou Quitzowů                            | 1999       | Návrat, Brno                                               | dva díly |
| Satan a Jidáš                      | Satan a Jidáš                                           | 1906       | Alois Hynek, Praha                                         | tři díly |
|                                    | Supové Mexika                                           | 1935       | Toužimský a Moravec, Praha                                 | Velká řada knih Karla Maye, dily: Trampem v Sonoře, Vinnetou mezi beduíny, Satan a Jidáš |
|                                    | Tave-šala                                               | 1967       | Mladá fronta, Praha                                        | příloha časopisu Ohníček, zkrácená část prvního dílu |
|                                    | Mezi supy                                               | 1968-1969  | Mladá fronta, Praha                                        | příloha časopisu ABC, značně zkráceno, 160 stran |
|                                    | Supové Mexika                                           | 1973       | Albatros, Praha                                            | dva díly |
|                                    | Supové Mexika                                           | 1976       | Albatros, Praha                                            | dva díly |
|                                    | Supové Mexika                                           | 1991-1992  | Laser, Plzeň                                               | Trampem v Sonoře (1991), Vinnetou mezi beduíny (1992), Satan a Jidáš (1992) |
|                                    | Satan a Jidáš                                           | 1995-1997  | Návrat, Brno                                               | pět dílů |
|                                    | Tave-šala a jiné příběhy                                | 2010       | Toužimský a Moravec, Praha                                 | zkrácená část prvního dílu + další povídky (Blizzard, Zpívající voda, Slepý výstřel, Synové Upsaroků, Old Cursing-Dry a Hořčicoví indiáni). |
|                                    | Supové Mexika                                           | 2014-2015  | Naše vojsko, Praha                                         | Trampem v Sonoře (2014), Vinnetou mezi beduíny (2014), Satan a Jidáš (2015) |
| Syn lovce medvědů (Mezi supy I)    | Syn lovce medvědův                                      | 1888       | Josef R. Vilímek, Praha                                    | příloha časopisu Naší mládeži |
|                                    | Syn lovce medvědův                                      | 1892       | Josef R. Vilímek, Praha                                    | |
|                                    | Syn lovce medvědů                                       | 1907       | Josef R. Vilímek, Praha                                    | |
|                                    | Syn lovce medvědů                                       | 1908       | Josef R. Vilímek, Praha                                    | |
|                                    | Syn lovce medvědů                                       | 1922       | Vojtěch Šeba, Praha                                        | |
|                                    | Syn lovce medvědů                                       | 1927       | Vojtěch Šeba, Praha                                        | |
|                                    | Syn lovce medvědů                                       | 1933       | Toužimský a Moravec, Praha                                 | Velká řada knih Karla Maye |
|                                    | Syn lovce medvědů                                       | 1934       | Toužimský a Moravec, Praha                                 | Velká řada knih Karla Maye |
|                                    | Syn lovce medvědů                                       | 1940       | Toužimský a Moravec, Praha                                 | Velká řada knih Karla Maye |
|                                    | Syn lovce medvědů                                       | 1958       | SNDK, Praha                                                | |
|                                    | Syn lovce medvědů                                       | 1964       | SNDK, Praha                                                | |
|                                    | Syn lovce medvědů                                       | 1969       | Albatros, Praha                                            | |
|                                    | Syn lovce medvědů                                       | 1987       | Olympia, Praha                                             | |
|                                    | Syn lovce medvědů                                       | 1991       | A-MOR Hanácké nakladatelství, Vyškov                       | sešit, zkráceno, 46 stran |
|                                    | Syn lovce medvědů                                       | 1993       | Olympia, Praha                                             | |
|                                    | Syn lovce medvědů                                       | 1995       | Toužimský a Moravec, Praha                                 | |
|                                    | Syn lovce nedvědů                                       | 1997       | Návrat, Brno                                               | |
|                                    | Syn lovce medvědů                                       | 2011       | Albatros, Praha                                            | |
|                                    | Syn lovce medvědů                                       | 2022       | Albatros, Praha                                            | s kompletním ilustračním doprovodem Zdeňnka Buriana |
| Třemi díly světa                   | Třemi díly světa                                        | 1904       | Alois Hynek, Praha                                         | V zemi půlměsíce (dva díly), Růže pralesa (dva díly), Anděl zapuzených |
|                                    | Třemi díly světa                                        | 1935-1936  | Toužimský a Moravec, Praha                                 | Malá řada knih Karla Maye, díly: Derviš(1935), Královna pouště (1935), Růže pralesa (1935), Údolí smrti (1936), Lovec sobolů (1936) |
|                                    | Třemi díly světa                                        | 1993       | Návrat, Brno                                               | Derviš, Královna pouště, Růže pralesa, Údolí smrti, Lovec sobolů |
|                                    | Třemi díly světa                                        | 2000-2005  | Návrat, Brno                                               | dvanáct dílů |
|                                    | Třemi díly světa                                        | 2005       | Nakladatelství Epos, Ružomberok                            | slovenské nakladatelství vydalo česky jen první dva díly (Derviš a Královna pouště), a poté vydávání cyklu v češtině ukončilo |
| V Říši stříbrného lva              | V Říši stříbrného lva                                   | 1905-1906  | Josef R. Vilímek, Praha                                    | Vězeň Bagdádský, Tajemství věže babylónské, Kníže temnot, Vítězství světla |
|                                    | V Říši stříbrného lva                                   | 1937-1938  | Toužimský a Moravec, Praha                                 | Malá řada knih Karla Maye, díly: V zemi černých stanů (1937), Vězeň bagdádský (1937), Tajemství věže babylónské (1937), V propastech stínů (1937), Ahriman Mirza (1938), Růže ze Širázu (1938), V bažinách Ardistánu (1938), Na hoře Alláhově (1938) – část šestého a sedmý a osmý díl je Ardistan a Džinistan                                                                                              |
|                                    | V Říši stříbrného lva                                   | 1992       | Laser, Plzeň                                               | V zemi černých stanů, Vězeň bagdádský, Tajemství babylónské věže, V propastech stínů, Ahriman Mirza, Růže ze Širázu, V bažinách Ardistánu, Na hoře Alláhově – část šestého a sedmý a osmý díl je Ardistan a Džinistan |
|                                    | V Říši stříbrného lva                                   | 1996-1998  | Návrat, Brno                                               | sedm dílů |
|                                    | V Říši stříbrného lva                                   | 2000       | Levné knihy KMa, Praha                                     | V zemi černých stanů, Vězeň bagdádský, Tajemství babylónské věže, V propastech stínů, Ahriman Mirza, Růže ze Širázu, V bažinách Ardistánu, Na hoře Alláhově – část šestého a sedmý a osmý díl je Ardistan a Džinistan |
| V zemi Mahdího                     | Na březích Nilu                                         | 1907       | Alois Hynek, Praha                                         | tři díly |
|                                    | V zemi Mahdího                                          | 1933-1934  | Toužimský a Moravec, Praha                                 | Malá řada knih Karla Maye, díly: Na březích Nilu (1933), Otec pěti set (1933), V ebenové zemi (1933), Poslední otroci (1934) |
|                                    | V zemi Mahdího                                          | 1976-1979  | Olympia, Praha                                             | Lovci lidí(1976), Mahdí(1977), V Súdánu(1979) |
|                                    | V zemi Mahdího                                          | 1993       | GABI, Český Těšín                                          | Na březích Nilu, Otec pěti set, V ebenové zemi, Poslední otroci |
|                                    | Mahdí                                                   | 2002-2003  | Návrat, Brno                                               | šest dílů |
| Vánoce                             | Vánoce                                                  | 1909       | Alois Hynek, Praha                                         | |
|                                    | Vánoce                                                  | 1919       | Alois Hynek, Praha                                         | |
|                                    | Vánoce                                                  | 1934       | Toužimský a Moravec, Praha                                 | Velká řada knih Karla Maye |
|                                    | Vánoce                                                  | 1992       | Toužimský a Moravec, Praha                                 | |
|                                    | Vánoce                                                  | 1997       | Toužimský a Moravec, Praha                                 | |
|                                    | Vánoce                                                  | 2009-2010  | Návrat, Brno                                               | dva díly |
| Ve stínu padišáha                  | Po stopě zlého činu                                     | 1898-1899  | Benediktinské nakladatelství a knihkupectví, Brno          | S největší pravděpodobností vyšly pouze první dva díly: Pouští (1898) a Divokým Kurdistánem (1899) |
|                                    | Po stopě zlého činu                                     | 1898-1900  | Josef R. Vilímek, Praha                                    | Pouští, Divokým Kurdistánem, Z Bagdádu do Stambulu, V roklinách balkánských, V zemi Škipetarů, Šut |
|                                    | Po stopě zlého činu                                     | 1904-1905  | Josef R. Vilímek, Praha                                    | Pouští (1904), Divokým Kurdistánem (1904),Z Bagdádu do Stambulu (1905), V roklinách balkánských (1905), V zemi Škipetarů (1905), Šut (1905) |
|                                    | Po stopě zlého činu                                     | 1908-1909  | Josef R. Vilímek, Praha                                    | Pouští, Divokým Kurdistánem, Z Bagdádu do Stambulu, V roklinách balkánských, V zemi Škipetarů, Žut |
|                                    | Ve stínu padišáha                                       | 1930-1931  | Toužimský a Moravec, Praha                                 | Malá řada knih Karla Maye, díly: Pouští (1930), U ctitelů ďábla (1930), Divokým Kurdistánem (1930), Z Bagdádu do Stambulu (1930), V roklinách balkánských (1931), V zemi Škipetarů (1931), V horách Šar-Daghu (1931), Žut(1931) - |
|                                    | Ve stínu padišáha                                       | 1970-1973  | Olympia, Praha                                             | Pouští(1970), Divokým Kurdistánem (1971), Z Bagdádu do Cařihradu (1971), V roklinách balkánských (1972), V zemi Škipetarů (1972), Žut (1973) |
|                                    | Ve stínu padišáha                                       | 1992       | A-MOR Hanácké nakladatelství, Vyškov                       | Z původně šestidílného románového cyklu vyšly pouze první dva díly – Pouští a Divokým Kurdistánem, každý z nich vyšel ve dvou sešitech. |
|                                    | Ve stínu padišáha                                       | 1992-1993  | Olympia, Praha                                             | Pouští (1992), Divokým Kurdistánem (1992), Z Bagdádu do Cařihradu (1993), V roklinách balkánských (1993), V zemi Škipetarů (1993),Žut (1993) |
|                                    |                                                         | 2010-      | Návrat, Brno                                               | zatím díl Pouští a harémem I-II (2010-2011) |
| Vinnetou                           | Vinnetou, rudý gentleman                                | 1901       | Josef R. Vilímek, Praha                                    | tři díly |
|                                    | Vinnetou, rudý gentleman                                | 1908       | Josef R. Vilímek, Praha                                    | tři díly |
|                                    | Winnetou, rudý gentleman                                | 1922       | Vojtěch Šeba, Praha                                        | tři díly |
|                                    | Závěť Winnetouova                                       | 1922       | Vojtěch Šeba, Praha                                        | čtvrtý díl Vinnetoua |
|                                    | Winnetou, rudý gentleman                                | 1927       | Vojtěch Šeba, Praha                                        | tři díly |
|                                    | Vinnetou                                                | 1930-1932  | Toužimský a Moravec, Praha                                 | Malá řada knih Karla Maye, díly: Indiánské léto (1930), Rudý gentleman (1930), Na válečné stezce (1930), Soumrak indiánů (1931), Vinnetouův odkaz (1932) |
|                                    | Vinnetou                                                | 1939-1940  | Toužimský a Moravec, Praha                                 | Velká řada knih Karla Maye, díly: Indiánské léto (1939), Rudý gentleman (1939), Na válečné stezce (1939), Do věčných lovišť (1939), Vinnetouův odkaz (1940) |
|                                    | Vinnetou                                                | 1943-1944  | Toužimský a Moravec, Praha                                 | Velká řada knih Karla Maye, díly: Indiánské léto (1943), Rudý gentleman (1943), Na válečné stezce (1943), Do věčných lovišť (1943), Vinnetouův odkaz (1944) |
|                                    | Na válečné stezce                                       | 1965-1966  | Mladá fronta, Praha                                        | příloha časopisu ABC, výtah z románu, 96 stran |
|                                    | Vinnetou                                                | 1965       | SNDK, Praha                                                | tři díly |
|                                    | Vinnetou                                                | 1967       | SNDK, Praha                                                | tři díly |
|                                    | Vinnetou                                                | 1968       | SNDK, Praha                                                | tři díly |
|                                    | Na hoře Vinnetouově                                     | 1968       | Mladá fronta, Praha                                        | příloha časopisu Ohníček, zkrácená verze čtvrtého dílu |
|                                    | Vinnetou                                                | 1976       | Albatros, Praha                                            | dva díly (vynechána část druhého a část třetího dílu) |
|                                    | Vinnetou                                                | 1987       | Albatros, Praha                                            | dva díly (vynechána část druhého a část třetího dílu) |
|                                    | Old Death                                               | 1990       | A-MOR Hanácké nakladatelství, Vyškov                       | sešit, část z druhého dílu |
|                                    | Vinnetou                                                | 1990       | Kentaur, Praha                                             | dva díly |
|                                    | Vinnetouova závěť                                       | 1990       | Laser, Plzeň                                               | čtvrtý díl Vinnetoua |
|                                    | Závěť Vinnetoua                                         | 1992       | GABI, Český Těšín                                          | čtvrtý díl Vinnetoua |
|                                    | Vinnetouovi dědicové                                    | 1992       | Olympia, Praha                                             | čtvrtý díl Vinnetoua |
|                                    | Vinnetou                                                | 1993-1994  | Návrat, Brno                                               | Indiánské léto(1993), Rudý gentleman (1993), Na válečné stezce (1994), Do věčných lovišť (1994), Vinnetouův odkaz (1994) |
|                                    | Vinnetou, rudý gentleman                                | 1997-1999  | Návrat, Brno                                               | rozděleno do sedmi dílů (včetně čtvrtého dílu originálu) – v sedmém dílu připojena povídka Petrolejový požár) |
|                                    | Vinnetou                                                | 2000-2001  | Levné knihy KMa, Praha                                     | Indiánské léto (2000), Rudý gentleman (2000), Na válečné stezce (2000), Smrtící prach (2001) – vydání je zřejmě nekompletní, ve čtvrtém díle chybí Vinnetouova smrt, o pátém díle není nic zjištěno (s největší pravděpodobností nevyšel) |
|                                    | Vinnetou                                                | 2006-2007  | Toužimský a Moravec, Praha                                 | Indiánské léto (2006), Na válečné stezce (2007), Do věčných lovišť (2007) |
|                                    | Vinnetou                                                | 2014       | Naše vojsko, Praha                                         | dva díly |
|                                    | Vinnetou                                                | 2014-2015  | Toužimský a Moravec, Praha                                 | Indiánské léto (2014), Na válečné stezce (2015), Do věčných lovišť (2015) |
|                                    | Vinnetou                                                | 2014-2018  | Albatros, Praha                                            | Vinnetou (2014), Vinnetou – Rudý gentleman (2018), Vinnetou – Poslední výstřel (2018) |
|                                    | Vinnetou                                                | 2018       | Albatros, Praha                                            | Vinnetou, Vinnetou – Rudý gentleman, Vinnetou – Poslední výstřel, sběratelské vydání v limitované edici šedesáti kusů |
|                                    | Vinnetou                                                | 2023-2025  | Albatros, Praha                                            | Vinnetou, Vinnetou – Rudý gentleman, Vinnetou – Poslední výstřel, Vinnetouův odkaz, sběratelské vydání |
| Zajati na moři                     | Zajati na moři                                          | 1999       | Návrat, Brno                                               | |
| Zálesák                            | Komanč a zálesák                                        | 1993       | Olympia, Praha                                             | román podle Gabriela Ferryho |
| Ztracený syn                       | Ztracený syn                                            | nezjištěno | Nakladatelství Josef Rubinstein, Vídeň                     | avizováno ve vydavatelských prospektech (jiné zdroje tvrdí, že to byl román Cesta za štěstím) |
|                                    | Ztracený syn                                            | 1902       | Alois Hynek, Praha                                         | |
|                                    | Kníže bídy                                              | 1930       | Nakladatelství světové literatury - Jaroslav Šrámek, Praha | místo autora uvedeno „podle anonymních pramenů upravil E.Walles“ |
|                                    | Cizinec přichází                                        | 1994       | Olympia, Praha                                             | Druhý díl cyklu dle pětidílného zkráceného vydání v nakladatelství Karl-May-Verlag |
|                                    | Přízrak                                                 | 1995       | Olympia, Praha                                             | První díl cyklu dle pětidílného zkráceného vydání v nakladatelství Karl-May-Verlag |
|                                    | Ztracený syn                                            | 1995-1999  | Návrat, Brno                                               | Muž mnoha tváří (1995), Oběť zhýralce (1995), Odvážná loupež (1995), Láska a přátelství (1996), Úklady dobra a zla (1996), Do nitra lidské duše (1996), Konec padlých andělů (1996), Střet bez předsudků (1997), Stržené masky zločinu (1997), Kola božích mlýnů (1997), Ze tmy do světla (1998), Škrcení hadí hlavy (1998), Odměna podle práva (1999), Osudové křižovatky (1999), Všem vyšlo slunce (1999) |
|                                    | Ztracený syn                                            | 2004-      | Návrat, Brno                                               | zatím šest dílů |
| Žezlo a kladivo                    | Žezlo a kladivo                                         | 1995       | Návrat, Brno                                               | dva díly |
| Ostatní                            | Šest feniků za exemplář? Ne! Nemožné!                   | 2013       | Památník národního písemnictví, Praha                      | Korespondence Karla Maye s nakladatelem Josefem Richardem Vilímkem. |